# El encargado
El encargado es una serie de televisión por internet de comedia dramática argentina, creada por Mariano Cohn y Gastón Duprat, para Disney+ (anteriormente Star+). La trama sigue la vida de un encargado de un importante edificio, quien aprovechará su poder para entrometerse en la vida de los inquilinos. Está protagonizada por Guillermo Francella, Gabriel Goity, Moro Anghileri, Gastón Cocchiarale y Pochi Ducasse, con María Abadi y Martín Slipak uniéndose en la segunda temporada. La serie se estrenó el 26 de octubre de 2022.
En noviembre del 2022, Star+ renovó la serie para una segunda temporada que estrenó el 29 de noviembre de 2023.
La tercera temporada se estrenó el 19 de julio de 2024 por Disney+, luego de su fusión con Star+.

## Sinopsis
Eliseo es el encargado de un edificio de Barrancas de Belgrano desde hace 30 años. En la primera temporada, el consorcio –Liderado por el Dr. Zambrano– decide prescindir de los servicios de Eliseo como encargado para construir un área recreativa con pileta en la terraza, donde Eliseo tiene su casa. Esta decisión está sujeta a la votación de cada uno de los miembros del consorcio y la misión de Eliseo es convencer a los propietarios de no dejarlo sin el trabajo de toda una vida. 
En la segunda temporada, luego de que su casa fuera destruida para construir la pileta, Eliseo sigue trabajando en el mismo edificio de Belgrano, ahora viviendo en uno de los departamentos desocupados. Una nueva vecina, Lucila Morris, se muda al edificio y antagoniza con la naturaleza entrometida de Eliseo. Lucila y el Dr. Zambrano se unen para demostrar que Eliseo padece de una enfermedad mental y así dejarlo desafectado de sus labores como encargado. La misión de Eliseo será pasar las pruebas psicológicas y al mismo tiempo descubrir qué esconde Lucila, la "abanderada de los pobres".
En la tercera temporada, Eliseo es enviado con el resto de los encargados de la zona a un curso de capacitación en Brasil, donde luego de escuchar a los otros encargados quejarse sobre la estigmatización de su rubro, elige tomar el problema en sus manos. Eliseo crea su propia empresa "Soluciones Integrales Basurto" y comienza a reclutar a los encargados de los edificios de la zona. Algunos no están de acuerdo con lo que Eliseo planea y avisan al sindicato de sus planes. La misión de Eliseo será consolidar su empresa a pesar del apriete mafioso de los sindicatos, sus rivales en el barrio y una vieja figura, el Dr. Zambrano.

## Elenco

### Principal
- Guillermo Francella como Eliseo Basurto
- Gabriel Goity como Matías Zambrano
- Moro Anghileri como Paola (Temporada 1)
- Gastón Cocchiarale como Miguel
- Pochi Ducasse como «Beba» Montes de Oca
- María Abadi como Lucila Morris (Temporada 2)
- Martín Slipak como Maxi (Temporada 2)

### Secundario
- Darío Barassi como Gabriel
- Malena Sánchez como Florencia (Temporada 1; Secundaria, Temporada 2; Invitada)
- Magela Zanotta como María Pía
- Lucas García Pedano como Thiago (Temporada 1)
- Mirta Busnelli como Tatiana Yrigoyen (Temporada 1)
- Adriana Aizemberg como Consuelo Salustri (Temporada 1)
- Jorge D'Elía como Enrique Salustri (Temporada 1)
- Mariano Argento como Renato Di Lella (Temporada 1; Secundario, Temporada 2; Invitado)
- Alejandro Paker como Mario Messina
- Daniel Aráoz como Froilán Ravarotto (Temporada 3)

### Participaciones
- Viviana Puerta como Romina Zambrano
- Micaela Riera como Marina
- Diego De Paula como Germán Echagüe
- Daniel Miglioranza como Ricardo Galurdian
- Fabián Arenillas como Hugo Martínez
- Miriam Odorico como Susana
- Romina Pinto como Carola Echagüe
- Agus Barrasa como Eugenia (Temporada 1)
- Azul Fernández como Chiara Di Lella (Temporada 1)
- Facundo Calvo como Augusto  (Temporada 1)
- Manuel Vicente como Gómez
- Martín Seefeld como Jordi (Temporada 1)
- Francisco Andrade como Rómulo (Temporada 1)
- Sophie Tirouflet como Juliette
- Alma Gandini como Lorena
- Sofía Palomino como Alejandra (Temporada 1)
- Camila Pizzo como Victoria Slavsky
- Martín Stark como Pablo Slavsky
- Alan Sabbagh como Nacho (Temporada 1)
- Nati Jota como Cony Musel (Temporada 1)
- Luis Brandoni como «Polaco» (Temporada 1)
- René Bertrand como Rubino (Temporada 1)
- Marcelo D'Andrea como Basavilbaso (Temporada 1)
- Dani La Chepi como Muriel Baldini
- Eugenia Suárez como Angeles (Temporada 2)
- Norman Briski como Juan (Temporada 2)
- Diego Torres como Ventura (Temporada 2)
- Rusherking como Bautista  (Temporada 2)
- Cumelén Sanz como Agustina Morris (Temporada 2)
- José María Listorti como Quico Morales (Temporada 3)
- María Marull como Rusenberg (Temporada 3)
- Diego Leuco como el limpiador Carranza (Temporada 3)

## Temporadas
| Temporada | Temporada | Episodios | Episodios | Lanzamiento original    | Lanzamiento original    |
| --------- | --------- | --------- | --------- | ----------------------- | ----------------------- |
|           | 1         | 11        | 11        | 26 de octubre de 2022   | 26 de octubre de 2022   |
|           | 2         | 7         | 7         | 29 de noviembre de 2023 | 29 de noviembre de 2023 |
|           | 3         | 7         | 7         | 19 de julio de 2024     | 19 de julio de 2024     |
|           | 4         | —         | —         | 2025                    | 2025                    |

## Episodios

### Temporada 1 (2022)
Los once episodios de la primera temporada fueron lanzados el 26 de octubre de 2022 solo en Star+, y a partir del 10 de marzo de 2024 por Eltrece.
| N.º | Título                            | Fecha de emisión original |
| --- | --------------------------------- | ------------------------- |
| 1   | «Un proyecto peligroso»           | 26 de octubre de 2022     |
| 2   | «Una acción solidaria»            | 26 de octubre de 2022     |
| 3   | «Un turista en Buenos Aires»      | 26 de octubre de 2022     |
| 4   | «Una amante para Zambrano»        | 26 de octubre de 2022     |
| 5   | «Visita sorpresa»                 | 26 de octubre de 2022     |
| 6   | «Chofer nocturno»                 | 26 de octubre de 2022     |
| 7   | «Acompañante terapéutico»         | 26 de octubre de 2022     |
| 8   | «Sabotaje en la sala de máquinas» | 26 de octubre de 2022     |
| 9   | «El ocupa del 5B»                 | 26 de octubre de 2022     |
| 10  | «La hora de la verdad»            | 26 de octubre de 2022     |
| 11  | «El ave fénix»                    | 26 de octubre de 2022     |

### Temporada 2 (2023)
Los siete episodios de la segunda temporada fueron lanzados el 29 de noviembre de 2023 solo en Star+.
| N.º | Título                   | Fecha de emisión original |
| --- | ------------------------ | ------------------------- |
| 1   | «Una mujer solidaria»    | 29 de noviembre de 2023   |
| 2   | «Una alianza inesperada» | 29 de noviembre de 2023   |
| 3   | «Un pequeño susto»       | 29 de noviembre de 2023   |
| 4   | «El último adiós»        | 29 de noviembre de 2023   |
| 5   | «Allanamiento sorpresa»  | 29 de noviembre de 2023   |
| 6   | «Junta médica»           | 29 de noviembre de 2023   |
| 7   | «Aceitunas para todos»   | 29 de noviembre de 2023   |

### Temporada 3 (2024)
El 8 de diciembre de 2023 se confirmó que ya se estaba grabando la tercera temporada y que tendrá al menos siete episodios, estrenándose el 19 de julio de 2024 a través de la plataforma Disney+, luego de su fusión con Star+.
| N.º | Título                                       | Fecha de emisión original |
| --- | -------------------------------------------- | ------------------------- |
| 1   | «La convención»                              | 19 de julio de 2024       |
| 2   | «Soluciones Integrales Basurto»              | 19 de julio de 2024       |
| 3   | «Y bueh...»                                  | 26 de julio de 2024       |
| 4   | «Una segunda oportunidad»                    | 2 de agosto de 2024       |
| 5   | «Piquito»                                    | 9 de agosto de 2024       |
| 6   | «Portericidio»                               | 16 de agosto de 2024      |
| 7   | «Eliseo versus el Estado Nacional argentino» | 23 de agosto de 2024      |

## Desarrollo

### Producción
En diciembre del 2020, se confirmó que Gastón Duprat y Mariano Cohn  junto a Leonardo Di Cesare y Alejandro Angelini estaban desarrollando una comedia para la plataforma Star+ titulada El encargado. En junio del 2021, se anunció que la producción estaría a cargo de la empresa Pegsa Group.

### Rodaje
Las grabaciones de la serie comenzaron a finales de junio del 2021 en Buenos Aires.

### Elenco
A finales de diciembre del 2020, se confirmó que Guillermo Francella  había sido fichado para protagonizar la serie como el portero de un exclusivo edificio. En mayo del 2021, se anunció que Mirta Busnelli, Luis Brandoni, Nicolás Vázquez, Darío Barassi, Martín Seefeld, Benjamín Rojas, Nicolás Francella, Dani La Chepi, René Bertrand, Daniel Miglioranza y Gastón Cocchiarale participarían de la serie como inquilinos y vecinos del edificio. En junio de ese año, se informó que Adriana Aizemberg, Gabriel Goity, Jorge D'Elía y Moro Anghileri completaban el elenco de la serie.

## Premios y nominaciones
| Lista de premios y nominaciones | Lista de premios y nominaciones        | Lista de premios y nominaciones                                           | Lista de premios y nominaciones | Lista de premios y nominaciones | Lista de premios y nominaciones |
| Año                             | Organización                           | Categoría                                                                 | Nominado/a(s) | Resultado                       | Ref(s)                          |
| ------------------------------- | -------------------------------------- | ------------------------------------------------------------------------- | --- | ------------------------------- | ------------------------------- |
| 2023                            | Premios Platino                        | Mejor miniserie o teleserie                                               | El encargado | Nominado                        | [ 14 ] [ 15 ]                   |
| 2023                            | Premios Platino                        | Mejor actor en miniserie o teleserie                                      | Guillermo Francella | Ganador                         | [ 14 ] [ 15 ]                   |
| 2023                            | Premios Platino                        | Mejor creador de miniserie o teleserie                                    | Mariano Cohn y Gastón Duprat | Nominado                        | [ 14 ] [ 15 ]                   |
| 2023                            | Premios Carlos Gardel                  | Mejor álbum banda de sonido de cine / televisión / producción audiovisual | El encargado | Nominado                        | [ 16 ]                          |
| 2023                            | Premios Sur                            | Mejor serie                                                               | El encargado | Nominado                        | [ 17 ]                          |
| 2023                            | Premio Produ                           | Mejor serie de comedia dramática                                          | El encargado | Ganador                         | [ 18 ]                          |
| 2023                            | Premio Produ                           | Mejor actor principal - Serie y miniserie de comedia dramática            | Guillermo Francella | Nominado                        | [ 18 ]                          |
| 2023                            | Premio Produ                           | Mejor dirección - Serie y miniserie comedia, comedia dramática y drama    | Mariano Cohn, Gastón Duprat, Jerónimo Carranza y Diego Bliffeld | Nominados                       | [ 18 ]                          |
| 2023                            | Premio Produ                           | Mejor showrunner - Comedia y comedia dramática                            | Mariano Cohn, Gastón Duprat y Diego Bliffeld | Ganadores                       | [ 18 ]                          |
| 2023                            | Premio Produ                           | Mejor guion - Serie y miniserie                                           | Mariano Cohn, Gastón Duprat, Leonardo Di Cesare, Alejandro Angelini, Emanuel Diez, Leonardo D'Esposito, Juan José Becerra, Martín Bustos, Diego Bliffeld y Jerónimo Carranza | Nominados                       | [ 18 ]                          |
| 2023                            | Premios Cóndor de Plata                | Mejor serie de comedia y/o musical                                        | El encargado | Nominado                        | [ 19 ]                          |
| 2023                            | Premios Cóndor de Plata                | Mejor dirección                                                           | Mariano Cohn, Gastón Duprat, Jerónimo Carranza y Diego Bliffeld | Nominados                       | [ 19 ]                          |
| 2023                            | Premios Cóndor de Plata                | Mejor actor protagonista en comedia y/o musical                           | Guillermo Francella | Nominado                        | [ 19 ]                          |
| 2023                            | Premios Cóndor de Plata                | Mejor actor de reparto en comedia y/o musical                             | Gabriel Goity | Nominado                        | [ 19 ]                          |
| 2023                            | Premios Cóndor de Plata                | Mejor actriz de reparto en comedia y/o musical                            | Moro Anghileri | Nominada                        | [ 19 ]                          |
| 2023                            | Premios Cóndor de Plata                | Mejor montaje                                                             | Luis Barros | Nominado                        | [ 19 ]                          |
| 2023                            | Premios Cóndor de Plata                | Mejor dirección de arte                                                   | Vera Español | Nominada                        | [ 19 ]                          |
| 2023                            | Premios Cóndor de Plata                | Mejor música original                                                     | Alejandro Kauderer e Ignacio Gabriel | Nominados                       | [ 19 ]                          |
| 2023                            | Premios Emmy Internacional             | Mejor serie de comedia                                                    | El encargado | Nominado                        | [ 20 ]                          |
| 2023                            | Premios Martín Fierro Latino           | Mejor serie de comedia                                                    | El encargado | Ganador                         | [ 21 ]                          |
| 2023                            | Premios Martín Fierro Latino           | Mejor villano                                                             | Gabriel Goity | Nominado                        | [ 21 ]                          |
| 2024                            | Rose d'Or Latinos                      | Mejor serie de comedia o dramedia                                         | El encargado | Ganador                         | [ 22 ]                          |
| 2024                            | New York Festival's TV y Films Awards  | Comedia en streaming                                                      | El encargado | Ganador                         | [ 23 ]                          |
| 2024                            | Premios Aura                           | Mejor actuación de comedia                                                | Guillermo Francella | Nominado                        | [ 24 ]                          |
| 2024                            | Premios Aura                           | Mejor dirección                                                           | Mariano Cohn, Gastón Duprat, Emanuel Diez, Jerónimo Carranza y Diego Bliffeld                                                                                                | Nominados                       | [ 24 ]                          |
| 2024                            | Premios Aura                           | Mejor piloto                                                              | El encargado | Nominado                        | [ 24 ]                          |
| 2024                            | Premios Produ                          | Mejor serie de comedia                                                    | El encargado | Nominado                        | [ 25 ] [ 26 ] [ 27 ]            |
| 2024                            | Premios Produ                          | Mejor apertura / cabezote de programa                                     | El encargado | Ganador                         | [ 25 ] [ 26 ] [ 27 ]            |
| 2024                            | Premios Produ                          | Mejor actor principal - Serie y miniserie de comedia                      | Guillermo Francella | Ganador                         | [ 25 ] [ 26 ] [ 27 ]            |
| 2024                            | Premios Produ                          | Mejor actor de reparto - Serie y miniserie de comedia                     | Gabriel Goity | Ganador                         | [ 25 ] [ 26 ] [ 27 ]            |
| 2024                            | Premios Produ                          | Mejor compositor musical                                                  | Alejandro Kauderer e Ignacio Gabriel | Ganador                         | [ 25 ] [ 26 ] [ 27 ]            |
| 2024                            | Premios Martín Fierro de Cine y Series | Mejor serie                                                               | El encargado | Ganador                         | [ 28 ]                          |
| 2024                            | Premios Martín Fierro de Cine y Series | Mejor dirección                                                           | Mariano Cohn y Gastón Duprat | Ganadores                       | [ 28 ]                          |
| 2024                            | Premios Martín Fierro de Cine y Series | Mejor actriz                                                              | Pochi Ducasse | Nominada                        | [ 28 ]                          |
| 2024                            | Premios Martín Fierro de Cine y Series | Mejor actor                                                               | Guillermo Francella | Ganador                         | [ 28 ]                          |
| 2024                            | Premios Martín Fierro Latino           | Mejor ficción                                                             | El encargado | Ganador                         | [ 29 ]                          |
| 2024                            | Premios Cóndor de Plata                | Mejor actor protagonista                                                  | Guillermo Francella | Nominado                        | [ 30 ]                          |
| 2024                            | Premios Cóndor de Plata                | Mejor actor de reparto                                                    | Gabriel Goity | Nominado                        | [ 30 ]                          |
| 2025                            | Premios Carlos Gardel                  | Mejor álbum banda de sonido de cine / televisión / producción audiovisual | El encargado | Nominado                        | [ 31 ]                          |
| 2025                            | Premios Sur                            | Mejor serie                                                               | El encargado | Nominado                        | [ 32 ]                          |